# Schlappiner Joch
Schlappiner Joch är ett bergspass i Österrike, på gränsen till Schweiz. Det ligger i den västra delen av landet, 500 km väster om huvudstaden Wien. Schlappiner Joch ligger 2 196 meter över havet.
Terrängen runt Schlappiner Joch är huvudsakligen bergig, men den allra närmaste omgivningen är kuperad. Runt Schlappiner Joch är det glesbefolkat, med 18 invånare per kvadratkilometer.. Närmaste större samhälle är Schruns, 15,7 km norr om Schlappiner Joch. 
Trakten runt Schlappiner Joch består i huvudsak av gräsmarker.